# 塩原街道
塩原街道（しおばらかいどう）は、栃木県日光市上三依から那須塩原市を経て、大田原市上石上で会津中街道につながる街道である。国道400号およびその旧道、栃木県道185号関谷上石上線の各一部に相当する。

## 歴史
上三依から尾頭峠を越えて塩原に至る道の開設時期は不詳であるが、1227年（安貞元年）頃との言い伝えがある。塩原町史によると、塩原と三依地方を結ぶ生活道路として古くから開かれていたとある。1683年（天和3年）に発生した日光地震で天然ダムの五十里湖が出現し、会津西街道が寸断されると、尾頭峠越えの道は重要性を増し、会津藩により改修され公道となった。1724年（享保8年）、五十里湖が決壊して会津西街道が復旧した後も、会津西街道の脇道の一つとして会津地方から江戸への御用荷の輸送路として使われた。塩谷郡の郡役所が矢板に置かれると、三依からの最短ルートとして活用されたが、1904年に磐越西線が開通すると会津からの荷が途絶え、寂れてゆく。
塩原から那須野が原に抜ける道は明治に入り近代化する。栃木県令の三島通庸は1884年（明治17年）に、塩原渓谷の谷底を通る幅一間ほどの山道を、渓谷の中腹を通る近代的な道路に付け替えられた。1886年には日本鉄道の那須駅が開業し、交通の便が飛躍的に向上した。温泉景勝地塩原の名は、1890年に奥蘭田により著された『塩渓紀勝』や、1897年より尾崎紅葉が読売新聞で連載した『金色夜叉』を通じて広く知られるようになった。三島、奥、尾崎の3氏は「塩原の三恩人」として地元では感謝がささげられている。この区間の交通機関の発展は比較的遅く、明治時代は1頭引きの乗合馬車や人力車に頼られたが、1912年（明治45年）から1935年までは、塩原電車の軌道が敷設された。塩原から西へは、善知鳥沢を遡行し山王峠で会津西街道に合流する国道が計画されたが難工事となるため、三島の没後尾頭峠の改修に変更され、1893年に完成した。
昭和に入るとモータリゼーションが進み、渓谷沿いの道は1965年に全面改修された。これを機に、塩原温泉から西那須野駅までの間は「塩原バレーライン」の愛称がつけられた。同区間には「湯の香ライン」の愛称もある。

## 現況
1988年、尾頭峠を貫通する尾頭トンネルが開通。1986年に開業した野岩鉄道会津鬼怒川線上三依塩原温泉口駅と組み合わせた新たな観光ルートが形成された。1995年には、古町温泉や門前温泉をバイパスする青葉通り（開通当時は町道、塩原町合併後は市道、のちに国道400号本線となった）が全線開通。塩原温泉の前後の区間でもバイパス道路が建設され、2011年9月に、日塩もみじライン入口交差点と上塩原の間の中塩原バイパスの全線と、下塩原バイパスのうち「がま石トンネル」区間が開通（がま石トンネルの旧道区間は関谷側から塩原温泉側への一方通行となり「大正浪漫街道」と命名された。冬季は通行止めとなる。）。2022年3月26日には「潜竜峡トンネル」区間が開通した。
塩原温泉郷に向けて、JR宇都宮線西那須野駅（一部の便は、東北新幹線那須塩原駅）からジェイアールバス関東、野岩鉄道上三依塩原温泉口駅から那須塩原市営バスがそれぞれ路線バスを運行している。

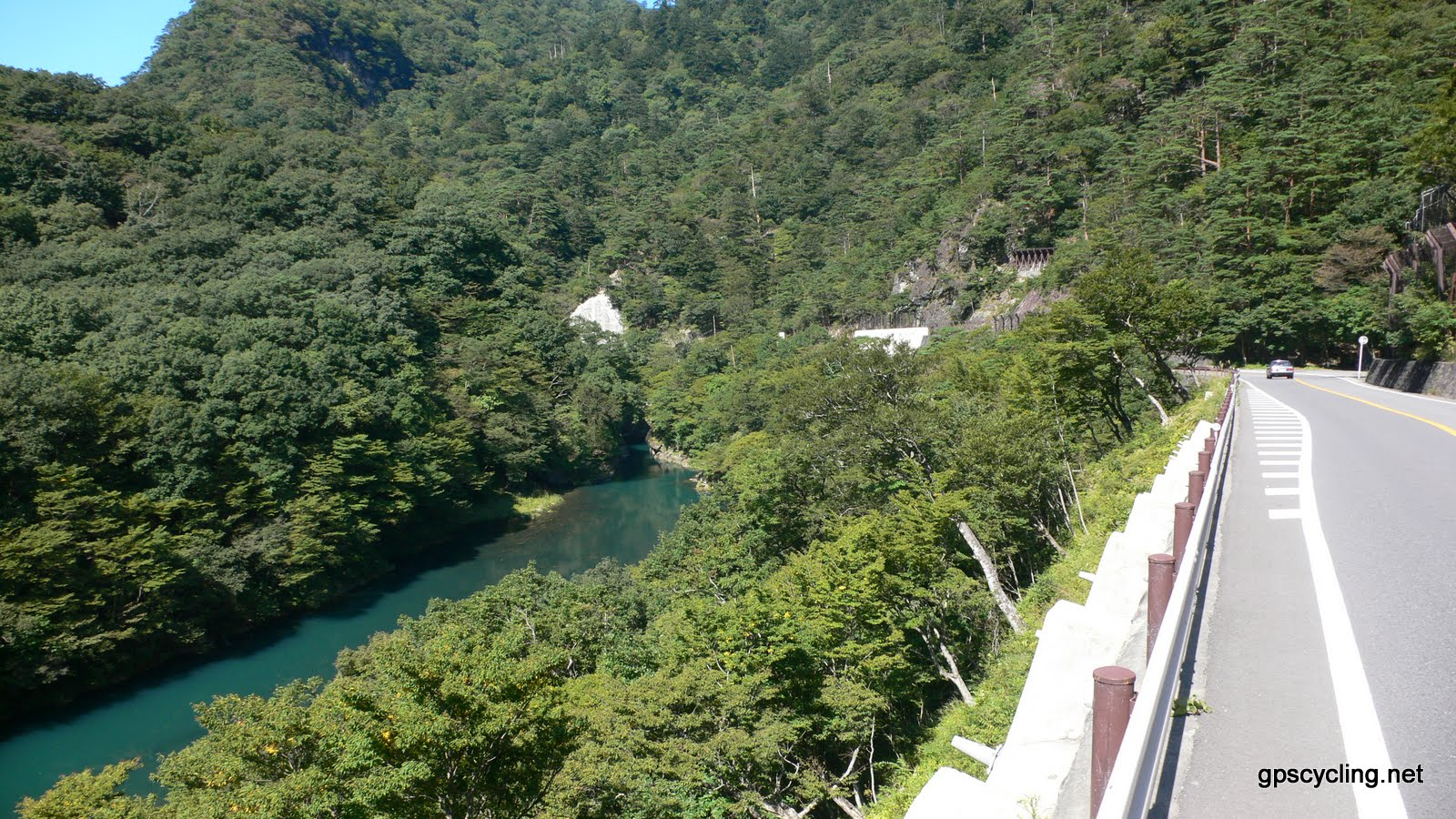
渓谷沿いを走る、塩原バレーライン
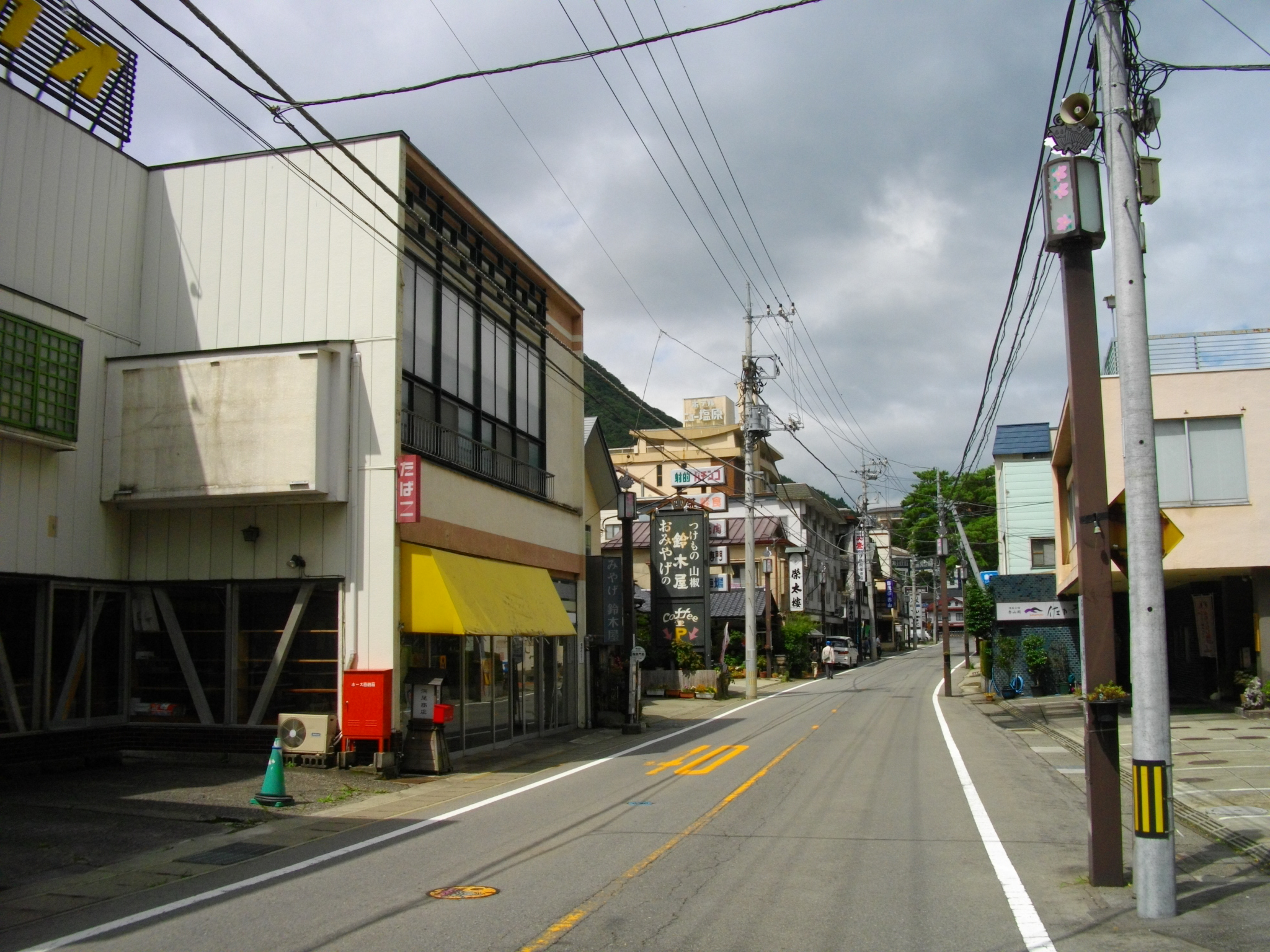
塩原十一湯の一つ、門前温泉付近の塩原街道旧道
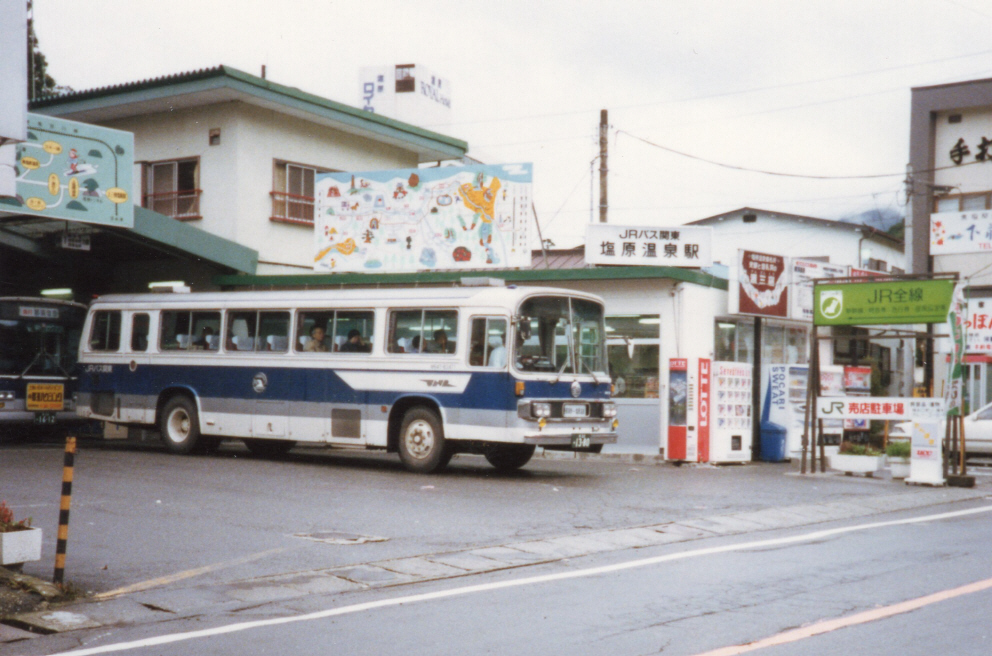
JRバスの塩原温泉バスターミナル。前面の道路は古町温泉付近の塩原街道旧道
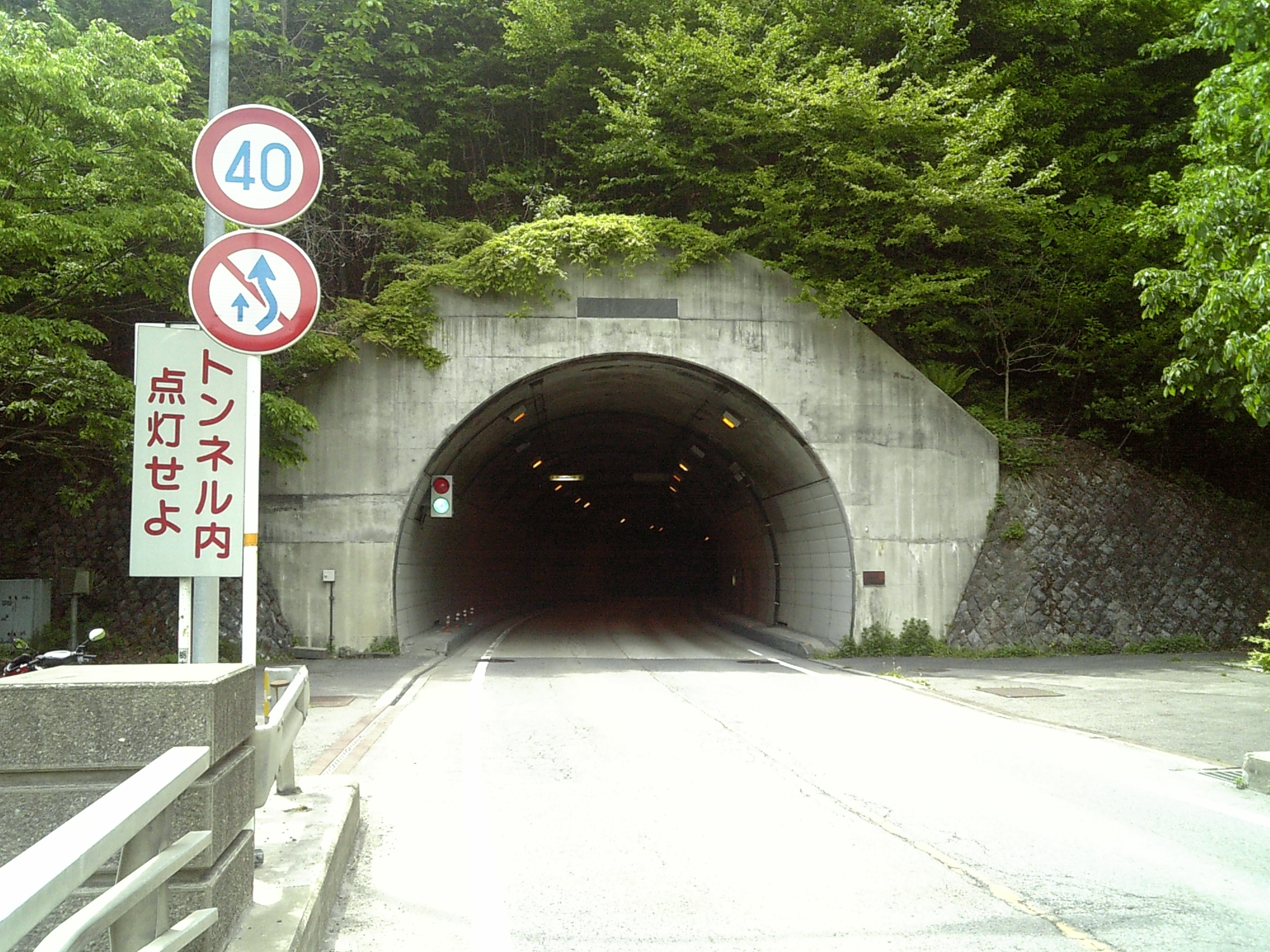
尾頭トンネルの塩原側坑口